# Marinstugan

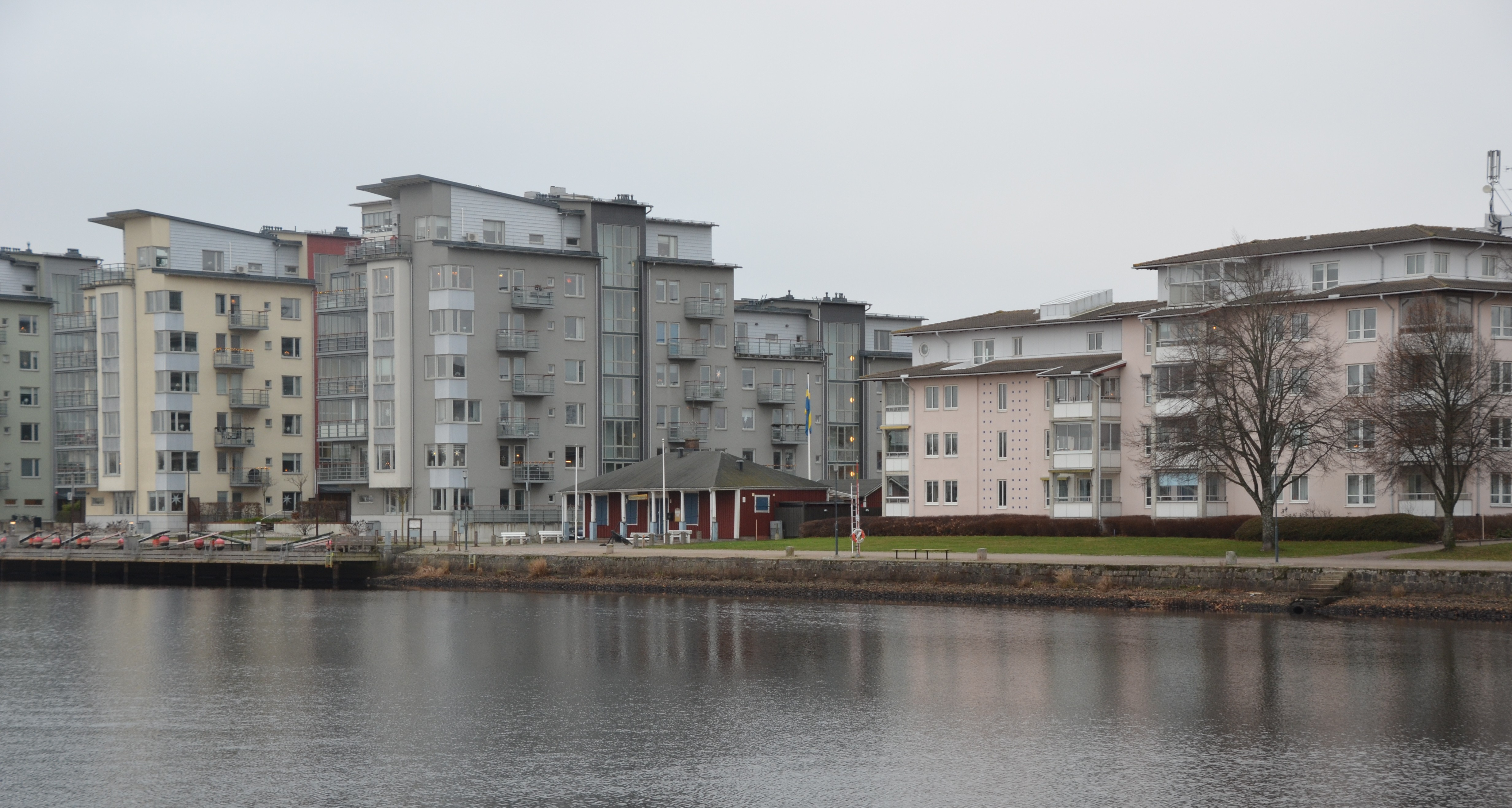
Marinstugan, 2024

Marinstugan är en byggnad på Söder i Halmstad.
Marinstugan är en mindre envånings paviljong vid kajen på västra sidan av Nissan, som byggdes 1853 av Hallands Ångbåtsaktiebolag och ursprungligen användes som ångbåtsexpedition och materialbod. Den stod då på Rådhuskajen norr om  Halmstads slott. Ångbåtsbolaget trafikerade en rutt från Göteborg till först Köpenhamn och senare Lübeck med hjulångarna Halland och Kattegatt.
Byggnaden flyttades 1861 söderut längs Nissan till Dragvägen och har senare använts bland annat som tullklareringslokal och hamnens materialbod.
Marinstugan disponeras - sedan 1960 till del och från 1967 helt - av kamratföreningen Flottans män i Halmstad. I stugan visar föreningen marinsamlingar, bland annat inredning från Sveabolagets Ragne. 
På Marinstugans skorsten finns en flöjel med en treudd och initialerna för sjökaptenen och redaren Ludvig Kollberg (1837-1913) initialer, som kommer från Kollbergska villan, som låg i hörnet av Hamngatan och Syskonhamnsgatan. Den byggdes 1886 av sjökaptenen, redaren med mera Ludvig Kollberg (1837-1913).